# Delta Centauri
Delta Centauri (δ Cen / δ Centauri) este o stea din constelația australă Centaurul. Uneori este denumită prin numele său tradițional chinezesc 马尾 Ma Wei, care înseamnă coada calului.

## Caracteristici
Steaua are o magnitudine aparentă de +2,60 și este de tip B2IVne. Ea este clasată ca variabilă de tip Gamma Cassiopeiae, iar luminozitatea sa variază între magnitudinile +2,51 și +2,65.
Această stea Be posedă aceeași mișcare proprie ca stelele apropiate HD 105382 și HD 105383, ele formează, prin urmare, poate,un mic roi sau un sistem de stele triple.
Ea este membră a asociației Scorpionul-Centaurul, care este asociația de stele masive de tipurile O și B cea mai aproape de Sistemul Solar.